# Верхняя Яшевка
Верхняя Яшевка  — деревня в Тульской области России. С точки зрения административно-территориального устройства входит в Алексинский район. В плане местного самоуправления входит в состав муниципального образования город Алексин.

## География
Верхняя Яшевка находится в северо-западной части региона, в пределах северо-восточного склона Среднерусской возвышенности, в подзоне широколиственных лесов, к северу от автодороги 70К-014 (Алексин-Поповка-Тула), восточнее деревни Нижняя Яшевка, и в нескольких километрах к северо-западу от пос. Новогуровский. 

### Климат
Климат на территории Верхняя Яшевка , как и во всём районе, характеризуется как умеренно континентальный, с ярко выраженными сезонами года. Средняя температура воздуха летнего периода — 16 — 20 °C (абсолютный максимум — 38 °С); зимнего периода — −5 — −12 °C (абсолютный минимум — −46 °С).
Снежный покров держится в среднем 130—145 дней в году.
Среднегодовое количество осадков — 650—730 мм.

## История
В писцовой книге 1628 г. называется Вышняя Яшевка, входила в состав Подгородного стана Алексинского уезда.
По состоянию на 1913 г. входила в состав Спас-Конинской волости Алексинского уезда. Было приписано к церковному приходу в с. Гурово.

## Население
| 2010 |
| ---- |
| 11   |

## Инфраструктура
Обслуживается отделением почтовой связи 301382.

## Транспорт
Находится на дороге, ведущей к автодороге 70К-024, на старом направлении Симферопольского шоссе.